# Krîvîțea, Dubrovîțea
Krîvîțea (în ucraineană Кривиця) este un sat în comuna Trîputnea din raionul Dubrovîțea, regiunea Rivne, Ucraina.

## Demografie
Componența lingvistică a localității Krîvîțea
     Ucraineană (100%)
Conform recensământului din 2001, toată populația localității Krîvîțea era vorbitoare de ucraineană (100%).